# Bonnie Bedelia
Bonnie Bedelia Culkin (Nueva York, 25 de marzo de 1948) es una actriz estadounidense de cine y televisión.

## Biografía
Bonnie Bedelia Culkin nació en el seno de una familia judía. Estudió ballet en Nueva York y trabajó durante algunos años en Broadway.
A finales de los años 1960 Bedelia comenzó a aparecer en televisión, y de ahí pasó al cine, donde hizo su verdadero debut en 1969 en la película They Shoot Horses, Don't They? (Danzad, danzad, malditos), con Jane Fonda en el papel principal. También causó una buena impresión con su siguiente película, por lo que se la consideró una nueva promesa del cine. Sin embargo, Bedelia fue muy selectiva a la hora de aceptar papeles de carácter convencional, lo que motivó que en los años 1970 hiciese pocas películas.
En esa época Bedelia se dedicó intensamente a la televisión, medio en el que intervino en numerosos telefilms y series como Bonanza, donde apareció como Alice Harper/Cartwright en el episodio de dos partes "Forever", emitido el 12 de septiembre de 1972, en El Gran Chaparral como la hija de un bandido y como Laurie Mansfield en The Unwanted (temporada 10, episodio 27), emitido el 6 de abril de 1969. 
En su carrera Bedelia ha participado en más producciones televisivas que cinematográficas; entre las primeras destaca la serie sobre vampiros (ahora de culto) Salem's Lot de 1979. En 1988 apareció en el éxito de taquilla Die Hard, en el papel de Holly Gennaro McClane, esposa de John McClane (Bruce Willis), y en 1990 en la segunda entrega de esta película, así como en Presumed Innocent, junto a Harrison Ford. Estas tres películas le dieron nuevamente una notable popularidad como actriz de cine. Tres años más tarde intervino en La tienda, con Ed Harris y Max von Sydow, película con la que cosechó también un éxito importante.
Bedelia está casada y tiene dos hijos. Es tía de los actores Macaulay Culkin, Kieran Culkin y Rory Culkin, todos ellos siendo hijos de su hermano mayor Kit Culkin.

## Filmografía
- El Diario de Noel (2022)
- Berkeley (2005)
- Manhood (2003)
- Sordid Lives (2000)
- Picnic (2000)
- Anywhere But Here (1999)
- Gloria (1999)
- Bad Manners (1997)
- Judicial Consent (Secreto judicial, 1994)
- Speechless (1994)
- La tienda (1993)
- Presumed Innocent (1990)
- Die Hard 2 (1990)
- Somebody Has to Shoot the Picture (Fotografía de muerte, 1990)
- Creadores de sombras (1989)
- The Prince of Pennsylvania (1988)
- Die Hard (1988)
- The Stranger (1987)
- The Boy Who Could Fly (1986)
- Violets Are Blue... (1986)
- Death of an Angel (1985)
- Heart Like a Wheel (1983)
- The Big Fix (1978)
- Between Friends (1973)
- The Strange Vengeance of Rosalie (1972)
- Lovers and Other Strangers (1970)
- They Shoot Horses, Don't They? (1969)
- The Gypsy Moths (1969)
- El gran Chaparral temporada 2 capítulo 9